# Джеймс Уоррен Най
Джеймс Уо́ррен Най (англ. James Warren Nye; (10 червня 1815 , Дерайтер, Нью-Йорк  — 25 грудня 1876 , Вайт-Плейнс, Нью-Йорк ) — американський державний діяч.

## Біографія
Народився в Де-Райтері, штат Нью-Йорк, відвідував школу та Академію Гомера. Потім вивчав право у Лоренцо Шервуда та Мартіна Суїта з Гамільтона і був прийнятий до адвокатури. Практикував з Лоренцо Шервудом у Гамільтоні у фірмі Sherwood & Nye.
У 1843 призначений до канцлерського суду Нью-Йорка.
З 1844 по 1847 працював у суді окрузі Медісон і став суддею з 1847 по 1851. Служив у Національній гвардії армії Нью-Йорка: на початку 1840-х був командиром 35-ї бригади 17-ї дивізії у званні бригадного генерала.
У 1846 призначений командиром 17-ї дивізії у званні генерал-майора.
Наприкінці 1840-х під час протистояння в Демократичній партії Нью-Йорка між Барнбернерами та Ханкерами він підтримав Барнбернерів, які виступають проти рабства. Підтримав кандидатуру Мартіна Ван Бюрена як кандидата від «Партії вільної землі» на посаду президента в 1848 і невдало висунувся від цієї партії на виборах до Конгресу США.
З 1852 по 1857 жив у Сіракьюсі, де й далі мав юридичну практику.
У 1857 переїхав до Нью-Йорка, де з 1857 по 1860 обіймав посаду комісара поліції Нью-Йорка
У 1861 призначений губернатором нещодавно створеної території Невада президентом Авраамом Лінкольном.
У 1864 після прийняття Невади як штату обраний від Республіканської партії до Сенату США.
У 1867 переобраний і працював там з 1 лютого 1865 по 3 березня 1873.
В останні роки життя відчував проблеми з психічним здоров'ям і жив у притулку. Часто марив, у тому числі стверджував, що він мертвий і чекає на прибуття своєї труни.
Помер в Уайт-Плейнсі 25 грудня 1876 і похований на цвинтарі Вудлон у Бронксі.
Округ Най в штаті Невада названий на його честь.